# Pavlo Arie
Pavlo Valentynovych Alieksieiev (en ucraniano: Павло Валентинович Алєксєєв; nacido el 16 de octubre de 1977) es un dramaturgo, guionista, artista conceptual y traductor ucraniano de polaco y alemán. Es autor de más de una docena de guiones y obras de teatro. Asimismo, sus escritos han sido ampliamente difundidos en diversas revistas y libros, e incluso algunas de sus obras han sido producidas y presentadas en festivales teatrales.

## Temprana edad y educación
Nacido el 16 de octubre de 1977, en la ciudad ucraniana de Leópolis. Arie recibió su diploma de arte de la Academia Ucraniana de Imprenta en Leópolis en 1998.Luego prosiguió sus estudios de sociología en la Universidad Nacional Taras Shevchenko de Kiev de 2000 a 2004. En una entrevista, confesó que si bien en un principio había obtenido un título en la carrera de economía, finalmente optó por probar suerte en el mundo del teatro, ya que "no deseaba trabajar con gente del ámbito empresarial".
Arie se mudó a Colonia en 2004 para vivir y estudiar, donde posteriormente obtuvo su título universitario.En 2016, regresó a Leópolis para asumir el cargo de director creativo del Teatro Dramático Lesia Ukrainka.

## Carrera
La obra de Arie fue presentada originalmente por el teatro profesional el 24 de enero de 2009. En esa época se estrenó en el Teatro Municipal de Leópolis la obra de Oleksiy Kravchuk basada en el drama Кольори. Durante el verano de 2010, la obra Експеримент fue seleccionada para la prestigiosa bienal de teatro europea New Performances from Europe en Wiesbaden, Alemania. Entre 2012 y 2013 colaboró con el London Royal Court Theatre, contribuyendo a la vibrante escena teatral. En 2019 le siguieron más elogios, cuando obtuvo el Premio al Mejor Guion en el Festival Internacional de Cine Fantazmopoa en Brasil.
Demostrando su compromiso con el fomento del talento artístico, fue nombrado curador del programa de teatro en el Taller Internacional de Arte y Festival Drabina en Ucrania desde 2011 en adelante, y posteriormente fue curador del concurso anual de drama ucraniano moderno, Drama. UA, de 2012 a 2016. El liderazgo de Arie se extendió hasta servir como director artístico y director creativo del Teatro Dramático Lesia Ukrainka entre 2016 y 2017, así como también como curador del programa internacional en el festival de teatro Heidelberg Stückemarkt en Alemania durante el mismo período.
Arie ha sido miembro del jurado de concursos dramáticos y literarios, incluida La coronación de la palabra  desde 2018. Además, se convirtió en miembro de la Academia de Cine de Ucrania en 2019 y asumió el papel de dramaturgo principal y director del Teatro Académico de Drama y Comedia de Kiev, en la orilla izquierda del Dnieper, desde 2019 hasta la actualidad. Su influencia trascendió las fronteras nacionales, ya que formó parte del jurado del Festival Internacional de Teatro Ucraniano Oriente-Occidente entre 2020 y 2022, celebrado en la ciudad polaca de Cracovia.

## Obras

### Reproduce[4][17]
- Десять засобів самогубства (2004)
- Революція, кохання, смерть і сновидіння (2005)
- Ікона (2006)
- Experimento (2007)
- Colores (2008)
- Людина в підвішеному стані (2010)
- ТУ ТІ ТУ ТУ ТУ (2011)
- Слава Героям (2012)
- На початку і наприкінці часів (2013)
- Вівця (2013)
- Десь на місяці (2013)

### directora de teatro
- Лондон — de Maxim Dosko (Drama.UA), estreno en el Teatro Académico de Drama y Comedia de Kiev (2014) [18]
- Том на фермі — de Michel Marc Bouchard, estreno en el Teatro Dramático Lesia Ukrainka (2017) [19]

## Vida personal
Alexeeva Yaroslava Volodymyrivna es la madre de Arie, médica; Durante dos semanas en el verano de 1986, trabajó con un grupo de bomberos cerca de la central nuclear de Chernobyl. Dijo en una entrevista que hablaba ruso con su madre.

## Premios y reconocimientos
- Premio Mejor Guion en el Festival Internacional de Cine Fantazmopoa (2019)
- Miembro de la Academia de Cine de Ucrania (2019)
- Premio de Literatura Ucraniana Koronazia Eslovaquia (2011) [13]